# Comté de White (Indiana)
Pour les articles homonymes, voir White et Comté de White.
Le comté de White  est un comté de l'État de l'Indiana, aux États-Unis. Il comptait 25 267 habitants en 2000. Son siège de comté est la ville de Monticello.